# Jimmy Durante
James Francis Durante (10 februari 1893 - 29 januari 1980) was een Amerikaans entertainer.
Durante was herkenbaar aan zijn rauwe stem en New Yorkse accent, zijn hoed en zijn neus. Hij trad van de jaren 20 tot de jaren 70 op en was in diverse tv-programma’s, het theater en films (zoals It Happened in Brooklyn en Billy Rose's Jumbo) te zien. Ook nam hij diverse albums op. Zijn versie van Smile werd gebruikt in de film Joker & zijn versie van I'll Be Seeing You werd gebruikt in de film Deadpool & Wolverine.
- Biblioteca Nacional de España: XX875136
- Bibliothèque nationale de France: cb139404780 (data)
- Gemeinsame Normdatei: 119088932
- International Standard Name Identifier: 0000 0000 8060 4517
- Library of Congress Control Number: n81022178
- MusicBrainz: c4c8a72e-a518-48ba-bd59-c27ea6f8d932
- National Archives and Records Administration: 10567869
- Nationale Bibliotheek van Tsjechië: xx0034069
- Nationale Bibliotheek van Israël: 987007583229705171
- SNAC: w6z05t8x
- Système universitaire de documentation: 171780035
- Virtual International Authority File: 69731589
- WorldCat: E39PBJxH3Q6mjHYVx6qb4K8t8C